# Dick Murphy
Richard D. Murphy, detto Dick (10 marzo 1921 – Los Angeles, 21 ottobre 1973), è stato un cestista statunitense, professionista nella BAA e nella ABL.